# دوري هونغ كونغ لكرة القدم 1939–40
دوري هونغ كونغ لكرة القدم 1939–40 هو موسم من دوري هونغ كونغ لكرة القدم ‏. فاز فيه نادي جنوب الصين.